# Ostrow Broutona
Ostrow Broutona (ros. Остров Броутона, jap. 武魯頓島, Buroton-tō)  – niezamieszkana wyspa wulkaniczna w archipelagu Wysp Kurylskich na Morzu Ochockim, w azjatyckiej części Rosji (w obwodzie sachalińskim), znajdująca się ok. 20 km na północny zachód od wysp Czornyje Bratja. Nazwa wyspy pochodzi od brytyjskiego kapitana statków Williama Roberta Broughtona. Po II wojnie światowej wyspa znalazła się pod kontrolą ZSRR. Najwyższy punkt wyspy znajduje się na wysokości 801 m n.p.m. Wiosną na wyspie można zaobserwować fulmara zwyczajnego i nawałnika popielatego.